# Earldoms
Earldoms var en civil parish från 1858 till 1896 då den blev en del av Landford, i grevskapet Wiltshire, i England. Civil parish var belägen 13 km från Salisbury och hade 37 invånare år 1891.